# هزارتا (سياهو)
هزارتا (بالفارسية: هزارتا) هي قرية تقع في إيران في قسم سياهو الريفي. يقدر عدد سكانها بـ 44 نسمة بحسب إحصاء 2016.